# Коргон (село)
Коргон (рос. Коргон) — село Усть-Канського району, Республіка Алтай Росії. Входить до складу Коргонського сільського поселення.
Населення — 340 осіб (2015 рік).